# 長谷川鉱平
長谷川 鉱平（長谷川鑛平、はせがわ こうへい、1908年12月20日 - 1995年7月16日）は、日本の編集者、文筆家。

## 経歴
岐阜県出身、名古屋市生まれ。1924年、私立目白中学校3年編入学、埴谷雄高が同期。1926年、目白中学校4年修了で第一高等学校 (旧制)に入ったが1928年に病気のため退学。1929年、法政大学予科第二部入学。法政大学文学部哲学科卒。岩波書店、1946年中央公論社勤務、『思想の科学』などの編集に当たる。63年中央公論社を定年退職。本州大学教授、改称で長野大学教授、1984年退職。文学、哲学などについて執筆した。

## 著書
- 『死と倫理 死についての省察』白揚社 1943
- 『ダーウィンの周航記 科學物語』愛育社 1946
- 『山椒大夫と森鷗外』文学教室 学友社 1948
- 『歩行者の論理』真善美社 1948
- 『自己をのばす法』鶴書房 1959
- 『きみは成功する ほんとうの自分にせものの自分の発見 現代人の出世法』盛光社 ホームライフシリーズ 1964
- 『本と校正』中公新書 1965／増補新版・中公文庫 2025.9 牟田都子解説
- 『校正の美学』法政大学出版局 1969
- 『山上憶良 病みてまなび病みて惑うた孤独の老詞客 万葉集の異色詞人』
- 『道二翁の道話 石門心学への序曲 道二翁の心学道話とその倫理 要約・再話』
各・私家版(制作 鹿島出版会) 1987-1989
- 『近世思想・近代文学とヒューマニズム 長谷川鑛平評論選』長谷川伸三編 いなほ書房 2006

共編
- 『現代のエスプリ79号　哲学は何のために』勝部真長共編 至文堂 1974
- 『ことわざ辞典』中田武司共編 高橋書店 1985

### 翻訳
- T・E・ヒューム『芸術とヒューマニズム』芝書店 1936
  - 『ヒューマニズムと芸術』作品社 1937　
  - 『ヒュマニズムと芸術哲学』宝文館 1953
  - 『ヒュマニズムと芸術の哲学』法政大学出版局・りぶらりあ選書 1967、新版1986
- T.E.ヒューム『塹壕の思想』法政大学出版局 叢書・ウニベルシタス 1968
- クリストファ・コードウェル『幻影と現実 詩の源泉の研究』法政大学出版局 叢書・ウニベルシタス 1969
- ハーバート・リード『見えざるものの形 美の哲学への序説』法政大学出版会 りぶらりあ選書 1973
- B・ラッセル『ヒューマン・ソサエティ 倫理学から政治学へ』勝部真長共訳 玉川大学出版部 1981

## 参考
- 長谷川鉱平教授略歴および著作目録 長野大学紀要 1984-05
- 文芸年鑑1975